# Zlatý pool
Zlatý pool (1961–1968) byl spojení centrálních bank osmi tehdy průmyslově nejvyspělejšími státy z členských zemí Mezinárodního měnového fondu (USA, VB, Francie, SRN, Itálie, Švýcarsko, Nizozemsko, Belgie). Dohoda o vytvoření Zlatého poolu byla podepsána roku 1961. Jeho úkolem bylo intervenovat  na londýnském trhu zlata tak, aby se tržní cena neodchýlila od ceny oficiální. Současně se tyto země zavázaly, že nebudou požadovat po USA konverzi svých oficiálních dolarových rezerv za zlato. Zlatý pool ukončil svoji činnost 17. března 1968. Současně se zrušením Zlatého poolu byl zaveden dvojí trh zlata – oficiální a volný. Na oficiálním trhu mohly nakupovat zlato pouze ústřední měnové instituce, a to za 35 USD/oz. Na volném trhu se zlato prodávalo za tržní cenu.